# Popovac (żupania osijecko-barańska)
Popovac – wieś w Chorwacji, w żupanii osijecko-barańskiej, w gminie Popovac. W 2011 roku liczyła 959 mieszkańców.